# Roanoke (Schiff, 1892)
Die Roanoke war eine nordamerikanische hölzerne Viermastbark aus Maine, ein Down Easter.

## Beschreibung
Die Roanoke war nach Shenandoah (1890, 3.401 BRT) und Susquehanna (1891, 2.745 BRT) die dritte hölzerne Viermastbark, die von der Reederei Arthur Sewall & Co. am Kennebec in der Werftenstadt Bath, Maine, Vereinigte Staaten von Amerika, auf eigene Rechnung gebaut wurde und 1892 vom Stapel lief. Nach dem Sechsmastschoner Wyoming (3.730 BRT) und der Viermastklipperbark Great Republic (4.555 BRT) von Donald McKay war sie das drittlängste und drittgrößte Holzschiff, das je in einer amerikanischen Werft gebaut wurde. Sie war ein Glattdecker mit einem großen Deckshaus hinter dem Fockmast, einem weiteren um den Besanmast mit Kapitänsunterkunft und Offiziersmesse sowie einem Ruderhaus am Heck. Ihre vier Masten heißen Fock-, Groß-, Kreuz- und Besanmast (engl.: fore, main, mizzen und jigger oder spanker mast). Ihr Rigg hatte über geteilten Marssegeln ungeteilte Bramsegel, dazu Royalsegel und Skysegel an den drei Rahmasten. Ihr Holzrumpf war mit Stahlträgern verstärkt und erschien anfangs hell mit dunklem Wasserpass, später schwarz. Die Bruttotonnage betrug 3.539 BRT, doch konnte sie bei einem Tiefgang von 8,2 Meter (27 ft) wegen ihrer enormen Raumtiefe von 8,8 Meter (29 ft) zusätzlich 2.000 Tonnen, also 5.340 BRT, mit Ladung füllen[1]. Ihre Schiffsmaße betrugen: Länge Lüa: 114,5 Meter (375½ ft), Lpp: 94,8 Meter (311 ft), Breite 14,9 Meter (49 ft), Tiefgang 8,2 Meter (27 ft) und 8,8 Meter (29 ft) Raumtiefe. Ihre unteren Rahen waren 29 Meter (95 ft) lang, ihre Vormastspitze lag (54,9 Meter (180 ft) über Deck. Der Kiel aus Weißeiche (Quercus alba) lag in zwei 40,6 cm (16 Zoll) breiten Reihen, ihre Kielgänge waren 20,3 cm (8 Zoll) stark, und ihr Deck über dem unteren Laderaum 35,6 cm (14 Zoll). Ihr Bau verbrauchte 295 Raummeter (= 1.250.000 Plankenfuß (= 1 Quadratfuß × 1 Zoll)) Jeffrey-Kiefer, 396,4 Kubikmeter (14.000 Kubikfuß) Weißeiche, 98.000 Holznägel und 550 Knie (Winkel im Schiffsbau) aus Ostamerikanischer Lärche. Die manchmal genannte Segelfläche von 15.000 Quadratyards (yd2) entsprechend 12.541,91 Quadratmetern (m²) ist nicht korrekt.

## Letzte Reise und Verlust
Am 24. Juni 1904 verließ die Roanoke unter dem Kommando von Kapitän Jabez A. Amesbury den New Yorker Hafen zu ihrer letzten Reise. Im August 1904 kollidierte sie mit dem britischen Dampfer Llangibby vor der brasilianischen Küste unterhalb des Äquators und erreichte am 19. August Rio de Janeiro, wo sie 106 Tage repariert werden musste. Am 3. Dezember segelte sie nach Sydney, wo sie nach 82 Tagen am 23. Februar 1905 einlief. Nachdem die Fracht nach Australien gelöscht war, erreichte die Roanoke die Reede von Nouméa, Neukaledonien, um Chromerz zu laden. In der Nacht des 10. zum 11. August 1905 brach ein Feuer an Bord der Roanoke aus, die bereits über 3.000 Tonnen Erz geladen hatte. Die Mannschaften der Reedereischwester, der hölzernen Viermastbark Susquehanna und des Vollschiffes Arabia versuchten mit den Männern der Roanoke vergeblich, das Feuer zu löschen, aber das Schiff brannte bis auf die Wasserlinie nieder.